# The Eagle (film 2011)
The Eagle è un film del 2011 diretto da Kevin Macdonald.
Il film è l'adattamento cinematografico del romanzo L'aquila della IX legione di Rosemary Sutcliff e tratta, indirettamente, della leggenda sulla presunta scomparsa della Legio IX Hispana nella Britannia romana del II secolo.

## Trama
Nel 140 d.C., il giovane Centurione Marcus Flavius Aquila è un Comandante di un Castrum in Britannia, figlio del Comandante della prima Coorte della Nona Legione. Quando Marcus era ancora un bambino, il padre scomparve nel nord della Britannia insieme a tutta la sua Legione. Una notte, svegliato da incubi e timoroso a causa di alcuni rumori provenienti dall'esterno del suo fortino, Marcus fa svegliare i soldati in silenzio. Dopo alcuni minuti, quando tutto sembra rivelarsi un falso allarme, guerrieri caledoni oltrepassano le mura e attaccano il forte, fallendo però contro la difesa dei Legionari.
La mattina seguente l'esercito caledone si presenta alle porte del fortino mostrando l'esecuzione di un prigioniero romano, di quelli che erano stati mandati in cerca del carro con gli alimenti, che doveva arrivare al forte giorni prima. Marcus decide di salvarli, affrontando i nemici con un manipolo di uomini disposti a testuggine, in modo da raggiungere i prigionieri e liberarli, ma subito dopo i barbari si ritirano e carri falcati caricano contro i Legionari. L'ordine di ritirata di Marcus non riesce a salvare tutti i suoi soldati e, consapevole di non poter raggiungere il forte in tempo, decide di lanciare un pilum contro il carro che lo sta caricando che, però, lo investe comunque.
Si risveglia nella villa dello zio, fratello del padre, a Calleva in Britannia, dove riceve lodi e onori dal Senato per il suo coraggio, ma, a malincuore, anche un congedo a causa delle ferite subìte. Assistendo ad un combattimento tra gladiatori, convince il pubblico a invocare pietà per uno schiavo, che si era arreso senza combattere. Lo schiavo si chiama Esca, figlio del defunto capo di una tribù del popolo dei Briganti. Lo zio compra Esca per farne il servo personale di Marcus. Il giovane schiavo rivela al romano di odiare tutto ciò che lui rappresenta, ma giura anche che lo servirà fino alla morte, perché è in debito di vita con lui. Durante una cena, Marcus apprende che si è diffusa una voce secondo cui l'aquila della IX Legione sia usata come oggetto di culto dai popoli barbari a nord del Vallo di Adriano. Determinato a fare luce sul mistero della scomparsa della IX legione, Marcus decide di partire per la Caledonia insieme ad Esca, per recuperare l'aquila.
Dopo essersi diretti a Nord del Vallo di Adriano incontrano, dopo molte difficoltà e lunghi giorni di cammino, un reduce della IX Legione. Questi rivela a Marcus che la legione, ricevuto l'ordine di marciare verso nord, è stata annientata da un'armata di barbari di varie popolazioni. Gli unici sopravvissuti furono quelli che scapparono prima dell'inevitabile, come lui, che ora si è rifatto una vita. Il reduce, infine, li informa che l'aquila è nelle mani della temuta tribù degli Uomini-foca, così detti per via del corpo colorato di grigio-verde.
I due vengono sorpresi proprio da alcuni guerrieri di tale tribù ed Esca, che parla la loro lingua, riesce a salvare Marcus fingendo che il comandante romano sia in realtà il suo schiavo. Ospitati nel villaggio della tribù, vedono che l'aquila è usata come bastone da uno sciamano. Nella notte, Marcus ed Esca rubano l'aquila, dovendo, però, prima uccidere il capo della tribù. Questi, morente, rivela nella sua lingua che il padre di Marcus sarebbe morto supplicando. Esca si rifiuta di tradurre questa frase al compagno per non demoralizzarlo.
I due fuggono, braccati da un nutrito gruppo di guerrieri. Durante il cammino, le vecchie ferite sfiancano Marcus. Esca, quindi, nasconde il padrone, insieme all'aquila, in una piccola gola, per poi correre a cercare aiuto. Insperatamente, lo schiavo ritorna, portando un manipolo di superstiti della IX legione, tutti ormai avanti negli anni, con delle vecchie armature ed una lunga barba. Tra essi c'è il reduce che avevano incontrato prima, il quale spiega che per loro è arrivato il momento di riscattare il loro onore difendendo l'aquila. Inoltre, sempre il reduce rivela che il padre di Marcus non morì affatto in modo disonorevole.
I guerrieri della tribù giungono in quel momento, attaccando i reduci. Per quanto meno numerosi, i Romani, guidati da Marcus, riescono ad uccidere tutti i nemici, pur subendo gravissime perdite. Dopo aver reso onore ai caduti di entrambe le parti, Marcus ed Esca (nel frattempo liberato dalla sua condizione di schiavo) fanno ritorno a Londinium, riportando l'aquila tra lo stupore generale. I due, però, rifiutano gli onori, andandosene così come erano venuti.

## Distribuzione
Il film è stato distribuito nelle sale cinematografiche statunitensi l'11 febbraio 2011, mentre in Italia il 16 settembre 2011 a cura della BiM Distribuzione.